# 馬回虫
馬回虫（ウマ（ノ）カイチュウ、学名：Parascaris equorum）とは、ウマ、ロバ、ラバ、シマウマ、ウシの小腸、時に盲腸、結腸に寄生する回虫の1種。体長は♂15-28cm、♀18-50cm。感染様式は経口感染。
染色体は2本と非常に少なく、ドイツの動物学者テオドール・ボヴェリにより、1887年に初めての染色体削減（染色質削減）という現象が報告された動物でもある。